# Snapper Island (Port Jackson)
Snapper Island (chiamata anche Schnapper) è un'isola che si trova nel porto di Sydney (Port Jackson), nel Nuovo Galles del Sud, in Australia. Appartiene alla Local Government Area della Città di Canada Bay.

## Geografia
L'isola, che ha un'area di 16,5 ettari, è la più piccola isola all'interno del porto di Sydney. È situata nella parte occidentale del Sydney Harbour dove sfocia il fiume Parramatta, di fronte al sobborgo di Drummyne. Si trova a sud-ovest di Cockatoo Island e a sud-est di Spectacle Island.